# Plaza Point
Plaza Point (hiszp. Punta La Plaza) – przylądek na Wyspie Króla Jerzego, na południowym krańcu Półwyspu Kellera, nad Zatoką Admiralicji, poniżej Lodowca Fergusona i szczytu Flagstaff Hill.